# Lijst van burgemeesters van Baarn
Dit is een lijst van burgemeesters van de Nederlandse gemeente Baarn in de provincie Utrecht.
De burgemeesters Pen, Laan, Van Mollerus, Teding van Berkhout en de Beaufort waren tegelijkertijd burgemeester van Eemnes. Toen de gemeentes in 1895 samen meer dan 5000 inwoners hadden, kreeg Eemnes een eigen burgemeester. De Beaufort bleef toen aan als burgemeester van Baarn.

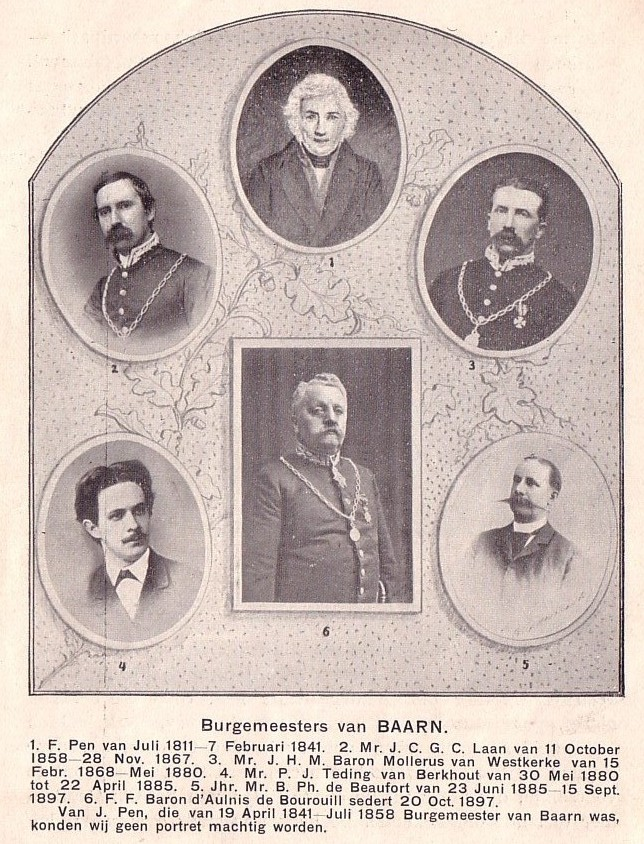
Burgemeesters van Baarn

| Ambtsperiode                       | Naam burgemeester                           | Partij of stroming | Bijzonderheden |
| ---------------------------------- | ------------------------------------------- | ------------------ | -------------- |
| juli 1811 - 7 februari 1841        | Frans Pen                                   |                    |                |
| 19 april 1841 - 6 juli 1858        | Jan Pen                                     |                    |                |
| 11 oktober 1858 - 28 november 1867 | Mr. Jacob Cornelis Gijsbert Carel Laan      |                    |                |
| 15 februari 1868 - 1 mei 1880      | Mr. Johan baron Mollerus van Westkerke      | conservatief       |                |
| 30 mei 1880 - 22 april 1885        | Jhr. mr. Pieter Jacob Teding van Berkhout   | AR                 |                |
| 23 juni 1885 - 15 september 1897   | Jhr. mr. Binnert Philip de Beaufort         |                    |                |
| 20 oktober 1897 - 1 september 1916 | Ferdinand Folef baron d'Aulnis de Bourouill |                    |                |
| 3 oktober 1916 - 1 juli 1923       | Jhr. mr. Jan Willem Rutgers van Rozenburg   | CHU                |                |
| 1 augustus 1923 - 31 juli 1941     | Jhr. mr. G.C.J. van Reenen                  |                    |                |
| 21 februari 1942 - 15 maart 1944   | H. Froonhof                                 | NSB                |                |
| 14 juli 1944 - 23 januari 1945     | G.J.K. baron van Lynden van Horstwaerde     | NSB                |                |
| 5 september 1944 - 8 mei 1945      | Ir. A.J. van der Hoeven                     | NSB                |                |
| 9 mei 1945 - 16 september 1945     | Jhr. mr. G.C.J. van Reenen                  |                    |                |
| 17 september 1945 - 29 maart 1946  | Willem Bos                                  |                    | waarnemend     |
| 30 maart 1946 - 1 mei 1970         | Mr. Frans van Beeck Calkoen                 |                    |                |
| 6 juni 1970 - 1 februari 1976      | Mr. J. van Haeringen                        | ARP                |                |
| 1 september 1976 - 10 oktober 1994 | Mr. Jacob Miedema                           | ARP / CDA          |                |
| oktober 1994 - januari 1995        | Mw. L.A. Snoeck-Schuller                    | VVD                | waarnemend     |
| 1 april 1995 - 1 mei 2006          | Mw. drs. Marie-Rose Wolterink-Oremus        | CDA                |                |
| 1 september 2005 - april 2007      | Harry Smith                                 | CDA                | waarnemend     |
| 31 mei 2007 - 20 augustus 2010     | Jan de Groot                                | VVD                |                |
| 1 februari 2010 - maart 2011       | Drs. B. Vries                               | CDA                | waarnemend     |
| 31 maart 2011 - heden              | Jhr. M.A. Röell                             | VVD                |                |